# Akvanavty
Akvanavty (russisk: Акванавты, da.: Akvanauter ~ Dykkere) er en sovjetisk science fiction-film fra 1979 produceret af Jalta-afdelingen af Gorkij Film Studios og instrueret af Igor Voznesenskij. Filmen er baseret på en roman af samme navn af den sovjetiske forfatter Sergei Pavlov.

## Handling
I Det Indiske Ocean findes Deuterium 1010-stationen, der udvinder tungt vand, der anvendes som i atomkraftværker. På stationen arbejder flere dykkere. En dag må et redningsfortøj komme to dykkere til undsætning. Den ene dykker reddes, men er ramt af et alvorligt nervesammenbrud, den anden dykker er forblev i dybet og er sandsynligvis død. Der iværksættes en undersøgelse af, hvad der er sket på 1010 meters dybde, og i dybet støder efterforskerne på en mærkelig dybhavsfisk (en manta) med intelligens.
Det viser sig, at mantaens intelligens er opstået ved en utilsigtet kopiering af bevidsthedens matrix ind i fiskens hjerne ved en procces udviklet af professor Kerom.

## Medvirkende
- German Poloskov - Igor Sobolev
- Aleksandr Jakovlev - Sven Boll
- Irene Azer - Lotta Kerom
- Vatslav Dvorzhetskij - Kerom
- Paul Butkevich - Dugovskij